# (16900) Lozère
16900 Lozere (1998 DQ13) – planetoida z pasa głównego asteroid okrążająca Słońce w ciągu 5,3 lat w średniej odległości 3,04 j.a. Odkryta 27 lutego 1998 roku.